# María Luisa de Silva y Fernández de Henestrosa
María Luisa de Silva y Fernández de Henestrosa (Madrid, 3 de diciembre de 1870-2 de abril de 1955) fue una noble española, infanta de España por su matrimonio con Fernando de Baviera y Borbón y duquesa de Talavera de la Reina por derecho propio.

## Biografía
Nacida en Madrid, fue la hija mayor de Luis de Silva y Fernández de Henestrosa, x conde de Pie de Concha, y María de los Dolores Fernández de Henestrosa y Fernández de Córdoba. Su padre era hijo del marqués de Santa Cruz y descendiente de los duques de Osuna, mientras que su madre hija del marqués de Villadarias y nieta del duque de Medinaceli.
El 5 de mayo de 1914, la corte de Madrid anunció el compromiso entre María Luisa y el príncipe Fernando de Baviera y Borbón, quien era catorce años menor que la cortesana. El príncipe era viudo de la infanta María Teresa de Borbón, hermana de Alfonso XIII e hija de la reina María Cristina, por lo que la decisión disgustó enormemente a la familia real, especialmente, a la reina viuda, quien vería a su dama de honor convertirse en sustituta de su difunta hija. Sin embargo, el rey consintió el matrimonio y cesó a María Luisa de su cargo de dama de la reina. 
Meses antes de la boda, el 25 de junio, ante el inminente matrimonio, el rey le concedió el título de duquesa de Talavera de la Reina, con grandeza de España. Posteriormente, el 8 de septiembre, le otorgó el tratamiento de alteza y la precedencia por delante de todos los miembros de la nobleza y solo detrás de los infantes de España y sus hijos (derechos solo efectivos tras su matrimonio).
La boda se celebró íntimamente en el palacio de los marqueses de Villasinda, en Fuenterrabía, el 1 de octubre de 1914. Los padrinos, Luis Fernando de Baviera y María de la Paz de Borbón (padres del príncipe Fernando), no asistieron a la ceremonia permaneciendo en Múnich a causa de haber sido declarada la Primera Guerra Mundial.
A causa de la desigual unión, Fernando de Baviera renunció a sus derechos al trono bávaro, aunque mantuvo el título y el tratamiento de príncipe, además del de infante que le había concedido el rey al naturalizarse español (1905). Su mujer, sin embargo, solo fue conocida como la duquesa de Talavera y jamás pudo utilizar el título de princesa de Baviera.
En 1927, a los 56 años, el rey le concedió el título de infanta de España (de gracia) y el tratamiento de alteza real.
Tras proclamarse la Segunda República, la pareja se exilió a Mónaco, en donde vivió hasta 1941, cuando se le permitió regresar a España.
La infanta María Luisa falleció por una embolia en Madrid el 2 de abril de 1955 y fue enterrada en el cementerio de San Isidro.

## Títulos y condecoraciones

### Títulos
- 3 de diciembre de 1880-25 de junio de 1914: Doña María Luisa de Silva y Fernández de Henestrosa
- 25 de junio de 1914-1 de octubre de 1914: La excelentísima señora duquesa de Talavera de la Reina.[6]
- 1 de octubre de 1914-17 de mayo de 1927: Su alteza la duquesa de Talavera de la Reina, grande de España.[2]
- 17 de mayo de 1927-2 de abril de 1955: Su alteza real la infanta Doña María Luisa, duquesa de Talavera de la Reina.[5]

### Condecoraciones
- 11 de mayo de 1914: Dama de la Orden de las Damas Nobles de la Reina María Luisa.[7]
- Dama gran cruz de la Orden de Malta
- 27 de junio de 1927: Dama protectora del Real Cuerpo Colegiado de Caballeros Hijosdalgo de la Nobleza de Madrid.[8]
- 1928: Dama de la Real Maestranza de Caballería de Sevilla.[9]
- Dama protectora de la Real Maestranza de Caballería de Zaragoza.[cita requerida]